# Condado de Cieszyn
Nota linguística: Não confundir hrabstwo (condado) com powiat (divisão administrativa)..
Condado de Cieszyn (polaco: powiat cieszyński) é um powiat (condado) da Polónia, na voivodia da Silésia. A sede do condado é a cidade de Cieszyn. Estende-se por uma área de 730,2 km², com 170 615 habitantes, segundo os censos de 2005, com uma densidade 233,66 hab/km².

## Demografia
População (dados de 30 de Junho de 2005):
|          | Total   | Total | Mulheres | Mulheres | Homens  | Homens |
| -------- | ------- | ----- | -------- | -------- | ------- | ------ |
|          | pessoas | %     | pessoas  | %        | pessoas | %      |
| Total    | 170 615 | 100   | 88 790   | 52       | 81 825  | 48     |
| Cidades  | 81 151  | 100   | 43 157   | 53,2     | 37 994  | 46,8   |
| Povoados | 89 464  | 100   | 45 633   | 51       | 43 831  | 49     |